# Krigsdelegationen
Krigsdelegationen består av riksdagens talman och femtio riksdagsledamöter som vid behov kan ersätta riksdagen om Sverige skulle vara i krig eller krigsfara. Talmannen är krigsdelegationens ordförande.
Krigsdelegationens ledamöter väljs av riksdagen. En riksdagsledamot är behörig att vara ledamot i krigsdelegationen även om ledamoten tillhör regeringen.

## Inträdande
Om Sverige är i krig kan utrikesnämndens ledamöter, om möjligt efter samråd med statsministern, besluta att krigsdelegationen ska träda i riksdagens ställe. Hindras nämndens ledamöter av krigsförhållandena att sammanträda, fattas beslutet av regeringen. Att det är nämndens ledamöter som fattar beslutet innebär att statschefen, som är ordförande vid nämndens sammanträden, inte deltar i beslutet.
Kallelse till sammanträde för utrikesnämndens beslut görs av talmannen eller, vid förhinder för talmannen, vice talmannen, eller på kallelse av två av nämndens övriga ledamöter. Förhandlingarna leds av talmannen, av vice talmannen eller, om ingen av dem är närvarande, av den av de närvarande ledamöterna som har varit ledamot av riksdagen längst tid. Om två eller flera har tillhört riksdagen lika länge, har den äldste av dem företräde. Om det vid omröstning till beslut blir lika röstetal, gäller den mening som ordföranden biträder.
Om riket är i krigsfara fattas beslutet av Utrikesnämndens ledamöter i förening med statsministern. För ett sådant beslut krävs att statsministern och sex av nämndens ledamöter röstar för det.

## Befogenheter
Medan krigsdelegationen är i riksdagens ställe utövar den riksdagens befogenheter. Den får dock inte fatta beslut om nytt riksdagsval, och ej heller fatta beslut om undantag för regeringsformens regler om riksdagsval på grund av ockupation (den rätten är förbehållen riksdagen).
Bestämmelser om krigsdelegationens sammansättning meddelas i riksdagsordningen. När krigsdelegationen har trätt in i beslutar den själv om formerna för sin verksamhet.
Om en ledamot får varaktigt förhinder när delegationen har trätt i riksdagens ställe, utses en annan riksdagsledamot till ersättare på samma sätt som vid tillsättandet av ersättare i andra riksdagsutskott eller organ. Den eller de partigrupper som ledamoten var vald för anmäler en ersättare till talmannen, som förklarar den anmälda efterträdaren vald. Om en sådan anmälan inte görs eller om mer än en person anmäls, utser talmannen en efterträdare.

## Upphörande
Krigsdelegationen och regeringen kan i samråd eller var för sig besluta att riksdagen ska återta sina befogenheter. Beslutet ska fattas så snart förhållandena medger det. Juristen Johan Hirschfeldt förklarar: "Regeringen kan alltså sätta riksdagen i funktion även mot krigsdelegationens vilja och vice versa. De 299 riksdagsledamöter som inte ingår i krigsdelegationen kan däremot inte, även om de skulle vara ense om det, återta sina befogenheter."

## Historik
Krigsdelegationen inrättades 1965.
I mars 2017 genomförde krigsdelegationen en övning för första gången på 20 år.
Den 11 oktober, 2022 utsågs följande personer till att utgöra krigsdelegationen:
- Talman Andreas Norlén, ordförande
- Jimmie Åkesson (SD)
- Magdalena Andersson (S)
- Ulf Kristersson (M)
- Peter Hultqvist (S)
- Julia Kronlid (SD)
- Lena Hallengren (S)
- Tobias Billström (M)
- Morgan Johansson (S)
- Mattias Bäckström Johansson (SD)
- Matilda Ernkrans (S)
- Elisabeth Svantesson (M)
- Mikael Damberg (S)
- Ebba Busch (KD)
- Anna-Caren Sätherberg (S)
- Henrik Vinge (SD)
- Niklas Karlsson (S)
- Hans Wallmark (M)
- Gunilla Svantorp (S)
- Johan Pehrson (L)
- Ardalan Shekarabi (S)
- Aron Emilsson (SD)
- Ida Karkiainen (S)
- Jessika Roswall (M)
- Fredrik Lundh Sammeli (S)
- Sven-Olof Sällström (SD)
- Jennie Nilsson (S)
- Pål Jonson (M)
- Alexander Wasberg (S)
- Oscar Sjöstedt (SD)
- Anders Ygeman (S)
- Karin Enström (M)
- Nooshi Dadgostar (V)
- Jakob Forssmed (KD)
- Ida Gabrielsson (V)
- Matheus Enholm (SD)
- Samuel Gonzalez Westling (V)
- Maria Malmer Stenergard (M)
- Vasiliki Tsouplaki (V)
- Markus Wiechel (SD)
- Annie Lööf (C)
- Mats Persson (L)
- Daniel Bäckström (C)
- Margareta Cederfelt (M)
- Ulrika Heie (C)
- Björn Söder (SD)
- Kerstin Lundgren (C)
- Jan Ericson (M)
- Per Bolund (MP)
- Dennis Dioukarev (SD)
- Märta Stenevi (MP)